# Georgios Papanicolaou
George Papanicolaou (gr. Γεώργιος Παπανικολάου), född 13 maj 1883 i Kymi, Euboia, Grekland, död 19 februari 1962 i New Jersey, USA, var en grekisk läkare specialiserad inom patologi.
Papanicolaou studerade medicin på Atens universitet och reste 1907 till Tyskland där han tog kurser i biologi för medicinlärarna Chaikel och Weissman. Sedan anmälde han sig på universitetet i München där han forskade om "definitionen av sex" hos skaldjur hos professor Richard Ertvich. Efter doktorsexamen återvände han till Aten 1910 och gifte sig med Andromachi Mavrogeni. De flyttade till Monaco där han arbetade på oceanografiska institutet.
Han återvände senare till Grekland och engagerade sig i Balkankrigen.

## USA
1913 åkte Papanicolaou till USA där han arbetade som assistent på anatomiavdelningen vid Cornell University. Där blev han senare utnämnd till anatomiprofessor vid den medicinska fakulteten. Efter långvarig forskning om degenerativa effekter av alkohol på marsvin började Papanikolaou forska om reproduktiva problem i samband med könsorganens funktion och endokrina körtlars funktion. 
År 1923 övergick Papanicolaou i sin forskning till kvinnor med normal sexuell funktion och började diagnostisera livmoderhalscancer. Hans första beskrivning av den cytologiska metodens användning för diagnos av livmoderhalscancer 1928 blev inte allmänt accepterad eftersom det var omöjligt vid den där tiden att diagnostisera cancer bara med cellprov. Det kunde då enbart göras genom att skära bort en del av vävnaden.
1943 publicerade han och professorn i gynekologi, Ermpert Traoust, boken Diagnos av cancer i livmodern genom vaginala cellprov. Efter publiceringen började många sjukhus runt om i världen använda hans metod.
1944 började metoden tillämpas också för urinvägen och senare även andra system i kroppen. Papanicolaou grundade en ny disciplin som heter "exfoliativ cytologi" och den medicinska världen känner till det prov som uppkallats till papa-prov efter honom. Metoden öppnade nya perspektiv i medicinsk forskning, i reproduktiv fysiologi, endokrinologi och cancerforskning. År 1952 fick han Medal of Honor of American Society of Cancer.
Idag används det så kallade papa-provet över hela världen för att diagnostisera livmoderhalscancer, precancerös dysplasi och andra sjukdomar i det kvinnliga reproduktiva systemet.